# 岩出末清
岩出末清（いわで すえきよ、生没年不詳）は江戸時代前期の伊勢国豊受太神宮（外宮）の宮掌大内人（みやじょうおおうちんど）。通称将大夫、一に庄兵衛。本姓秦を称するが、これは外宮と皇太神宮（内宮）の内外二所太神宮において荒木田神主と度会神主の両姓以外にして氏姓不明の者が祠官に補任された場合に称する氏名（うじな）であって、先祖は参河国の米商人であったという。
寛永12年（西教暦1635年。下皆效此）に宮掌大内人に補され、慶安元年（1648年）の豊宮崎文庫の開設に際して出口延佳に協力し、承応3年（1654年）4月24日にその功が賞されて延佳等と共に叙爵、従五位下に叙された。これに対して外宮の禰宜・権禰宜層が異議を唱えて延佳等を訴える所謂承応の神訴を起こし、末清の場合は下級の大内人職に過ぎない上に度会神主姓以外の者であった事が問題とされたものであったが、この件は万治2年（1659年）7月の幕府老中からの裁許によって延佳等の勝訴となっている。その後、太神宮大司河辺精長が寛文3年（1663年）に二所太神宮の摂社再興を企図した際にも延佳等とこれに協力した。
なお、岩出の家名は徳川家康の参河にあった頃に、米商人であった先祖がその太神宮代参者を勤めて後に専任とされた為に往来の煩を厭って伊勢の山田（現三重県伊勢市の市街地）に住する事となり、後に一時岩出村（現三重県度会郡玉城町岩出）に移る事があった事から号したものという。